# 鹿邑文庙
鹿邑文庙，又称鹿邑黉学，位于中华人民共和国河南省周口市鹿邑县，始建于元朝，在明、清两朝为鹿邑县的文庙和县学。现存大成殿和藏书阁，位于中共鹿邑县委院内，大成殿在2006年被公布为第四批河南省文物保护单位。

## 历史
根据清光绪二十二年《鹿邑县志》记载，鹿邑文庙位于县治东侧，始建于元至正年间（1341-1369年），元末毁于兵燹。明洪武三年（1370年）重建，弘治十年（1497年）、万历三十二年（1604年）屡有修葺，崇祯末再次毁于流寇。清顺治三年（1646年）复建，康熙四十年（1701年）、乾隆二十五年（1760年）、嘉庆十一年（1806年）相继修葺，至咸丰年间（1851-1861年）失修颓圮。同治九年（1870年），县人集资沿旧制重建。原有建筑包括照壁、棂星门、“万古日月”坊、“太和之气”坊、泮池、戟门、大成殿、东西庑、藏书阁等，后世因战乱等破坏，现仅存大成殿和藏书阁。

## 大成殿
大成殿面阔五间，进深三间，单檐歇山顶，覆绿色琉璃瓦，四翼角高挑。檐下置五踩重昂斗拱，梁枋施彩绘。正脊中置兽驮葫芦宝瓶脊刹，两端饰龙纹正吻，垂脊饰荷花图案，戗脊饰滚龙。殿内有清朝历代皇帝所颁御书匾额。槛墙东侧嵌有明万历三十六年十月刻立的植树碑。